# Frederikke Lousie Raben
Frederikke Louisie Raben, gift grevinde Rantzau (28. oktober 1734 i København – 20. juni 1797 i Odense) var en dansk adelsdame, gift med Christian Rantzau.
Hun var datter af Christian Frederik Raben og Berte Scheel von Plessen. Hun var fra 1755 hofdame hos Dronning Juliane Marie og blev 21. marts 1758 dame de l'union parfaite.
8. marts 1758 ægtede hun i Christiansborg Slotskirke greve og senere stiftamtmand Christian Rantzau (1730-1765).